# Сандарак

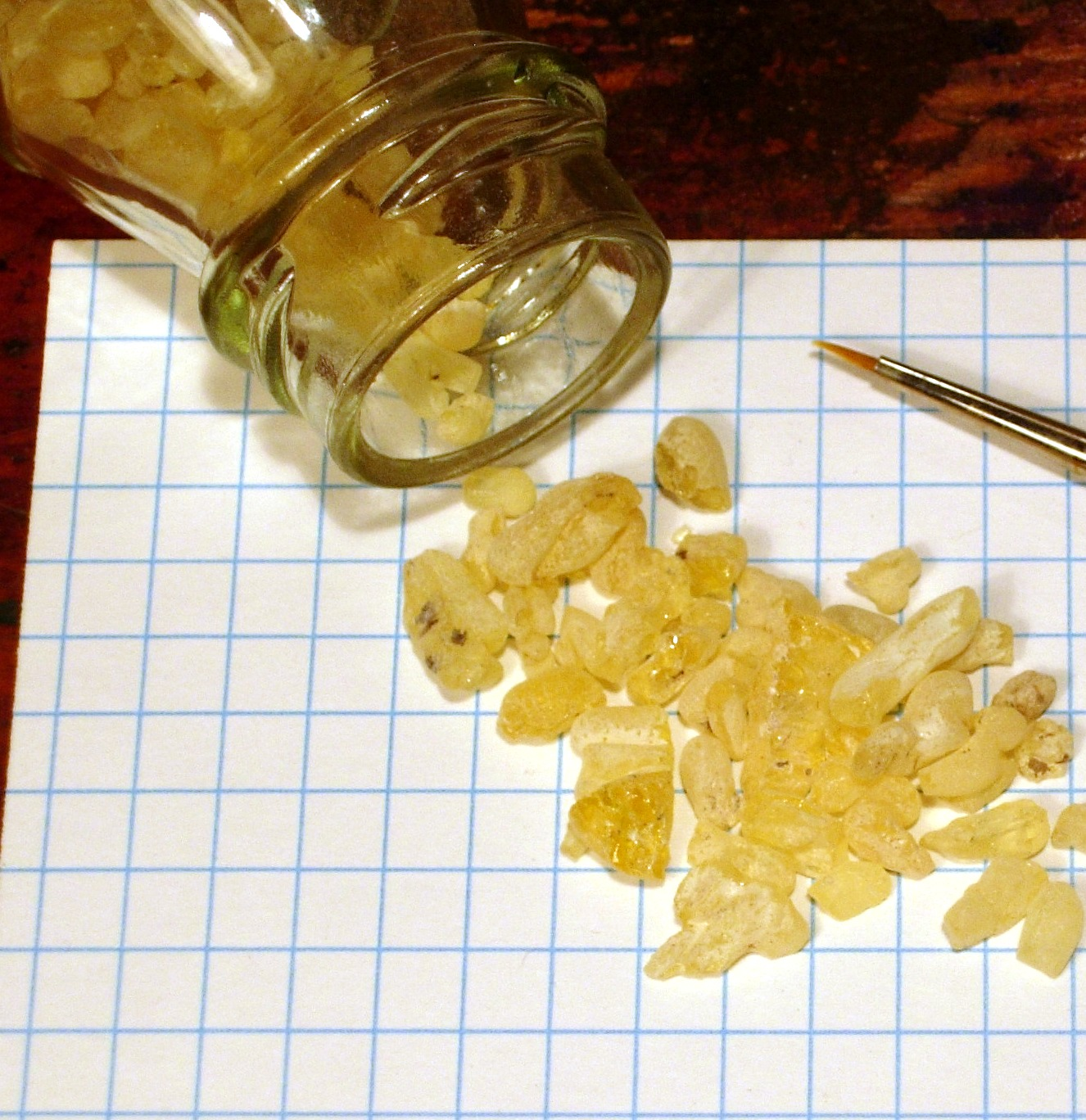
Сандарак

Сандарак (грецьк. σανδαράκη, sandarake — червоний миш'як) — ароматична смола, добувається з тріщин в корі хвойного північноафриканського дерева Тетраклініс зчленований (Tetraclinis articulata), розповсюдженого в Атлаських горах. 
Смола природним чином виділяється на стеблах дерева. Її також отримують шляхом надрізів на корі. Вона твердне на повітрі. У промисловість вона потрапляє у вигляді дрібних твердих стружок, напівпрозорих, з ніжним жовтим відтінком. Марокко було основним місцем походження сандараку. 
Сандаракова смола плавиться при температурі близько 135-150 °C до безбарвної або злегка жовтої рідини, розмягшується при 100 °C. Її питома вага становить близько 1,04. Смола розчинна в спирті, ацетоні й ефірі, нерозчинна в бензині, малорозчинна в хлороформі і петролейному ефірі.
Історично, особливо в епоху пізнього Середньовіччя та Відродження, сандарак використовувався для виготовлення лаку. Коли в Італії епохи Відродження говорили про «лак» (італійське vernice), це зазвичай мало на увазі сандарак. Копал та інші смоли витіснили його як не менш хороші, менш дорогі лакові матеріали. Тим не менш, сандараковий лак досі цінується як захисне покриття для картин та антикваріату. Він дає тверде, блискуче та міцне покриття. Лак виготовляється шляхом плавлення смоли та змішування її з (наприклад) лляною олією.
У фотографії середини та кінця 19 століття лак наносили як консервант на фотонегативи та позитиви. Деякі фотографи віддавали перевагу смолі Сандарак для цієї мети.
Хоча сандаракова смола не дуже ароматична, її використовували і використовують як пахощі. Аромат порівнюють з бальзам.
Окрім смоли та лаку, слово «сандарак» може стосуватися дерева, яке виробляє смолу. Зовсім окремо від цього, стародавні греки та римляни використовували слово «сандарак» для позначення сульфіду миш'яку, зокрема 
червоного сульфіду миш'яку.  У середньовічній латині термін «sandarac» означав як червоний суриковий, так і червоний сульфід миш'яку. Значення слова «смола/лак» прийшло до Європи з арабської мови на початку 16 століття. Щоб відрізнити це значення від грецького та середньовічного латинського, у неолатинських письменах його іноді називали «арабський сандарак» ("Arabian sandarac") або «сандарача арабум» ("sandaracha Arabum").  Назва в Пакистані та Індії — چندرس, а арабською мовою було і є سندروس sandarūs.
Стародавні єгиптяни використовували сандарак для бальзамуванния трупів. 
Сандарак використовується для виготовлення лаків і для куріння.